# Rozdolivka, Murovani Kurîlivți
Rozdolivka (în ucraineană Роздолівка) este localitatea de reședință a comunei Rozdolivka din raionul Murovani Kurîlivți, regiunea Vinnița, Ucraina.

## Demografie
Componența lingvistică a localității Rozdolivka
     Ucraineană (98,92%)
     Rusă (1,08%)
Conform recensământului din 2001, majoritatea populației localității Rozdolivka era vorbitoare de ucraineană (98,92%), existând în minoritate și vorbitori de rusă (1,08%).